# 安热拉·屈特罗纳
安热拉·屈特罗纳（法語：Angela Cutrone，1969年1月19日—），加拿大女子短道速滑运动员。她曾代表加拿大参加1992年冬季奥林匹克运动会短道速滑比赛，获得女子3000米接力金牌。